# Ruth Mensah
Ruth Mensah (* 1992 in Düsseldorf) ist eine deutsch-schweizerische Theater- und Filmregisseurin.

## Leben
Mensah studierte Germanistik, Politikwissenschaft und Theaterregie an der Heinrich-Heine-Universität Düsseldorf sowie an der Folkwang Universität der Künste in Essen. Während ihres Regiestudiums inszenierte sie eigene Arbeiten, die unter anderem am Schauspiel Düsseldorf, dem NRW-Forum Düsseldorf, dem Alfred Institut Tel Aviv und dem Theater Bern gezeigt wurden.
Ihre Diplominszenierung Bad Mexican Dog wurde 2022 zum renommierten Körber Studio Junge Regie ans Thalia Theater in Hamburg eingeladen. Gemeinsam mit dem Darstellerteam dieser Produktion – Amelie Willberg, Leon Tölle, Joshua Hupfauer und Carl Grübel – gründete sie das Kollektiv Team Yash, das sich inhaltlich mit globalem Klassismus auseinandersetzt.
Seit 2020 arbeitet Mensah als Regisseurin für Musikvideos und Film. Sie arbeitete an einem Dokumentarfilm über die Geschichte ihres Vaters. Zusätzlich leitete sie Arbeitskreise und Seminare an verschiedenen Kunsthochschulen und Universitäten im deutschsprachigen Raum.

## Wirken
Mensahs Regiearbeiten befassen sich mit gesellschaftlichen Machtverhältnissen und nehmen eine experimentelle Form an. Im Jahr 2022 brachte sie Kim de l’Horizons Stück Hänsel und Greta & The Big Bad Witch – Eine Weltrettung in 13 Übungen am Theater Bern zur Uraufführung. Diese Produktion wurde sowohl 2023 ans Deutsche Theater Berlin als auch zu den Burning Issues 2023 eingeladen. Für das Stück in der Inszenierung durch Mensah erhielt Kim de L’Horizon 2023 den Hermann-Sudermann-Preis für Dramatik.
Mensah inszenierte im Frühjahr 2025 Tarjei Vesaas’ Roman Der Keim in deutscher Erstaufführung am Theater Bremen.